# Gerberga di Châlon
Gerberga di Châlon (fl. X secolo) fu per via matrimoniale regina d'Italia (c. 958 – 963), margravina di Ivrea (965–970) e duchessa di Borgogna (971/5–986/91).
Fu la madre del duca di Borgogna Ottone Guglielmo (c. 947 – 986/91).

## Biografia

### Ascendenza
L'ipotesi generalmente più accettata è che Gerberga fosse figlia di Lamberto di Chalon e di sua moglie Adelaide. Inoltre, una fonte primaria, la Gesta pontificum di Auxerre, conferma  che il vescovo Ugo di Chalon fosse fratello di Gerberga.

### Matrimoni
Il primo marito di Gerberga fu il re Adalberto d'Italia, al quale fu promessa sposa intorno al 956, e la coppia ebbe un figlio: Ottone Guglielmo. Il primo matrimonio di Gerberga venne celebrato suo marito e suo suocero erano ancora in lotta per il Regno d'Italia contro Ottone I ed è probabile che il matrimonio di Adalberto sia stato combinato per cercare sostegno alla causa anscarica tra le aristocrazie borgognone.
Dopo la morte di Adalberto nel 971/5, Gerberga si sposò per la seconda volta con il duca Enrico I di Borgogna, fratello minore del re di Francia Ugo Capeto. Tuttavia, la coppia non ebbe figli ed Enrico decise di adottare il figliastro Ottone Guglielmo, rendendolo erede del Ducato di Borgogna.